# Thandaunggyi
Thandaunggyi är en kommun i Myanmar.   Den ligger i regionen Karen, i den centrala delen av landet, 100 km sydost om huvudstaden Naypyidaw. Antalet invånare är 93 611.